# Condado de Goodhue
El condado de Goodhue (en inglés: Goodhue County) es un condado en el estado estadounidense de Minnesota. En el censo de 2000 el condado tenía una población de 44.127 habitantes. La sede de condado es Red Wing. El condado fue fundado en 1853 y fue nombrado en honor a James Madison Goodhue, el primer editor de periódico en Minnesota.

## Geografía

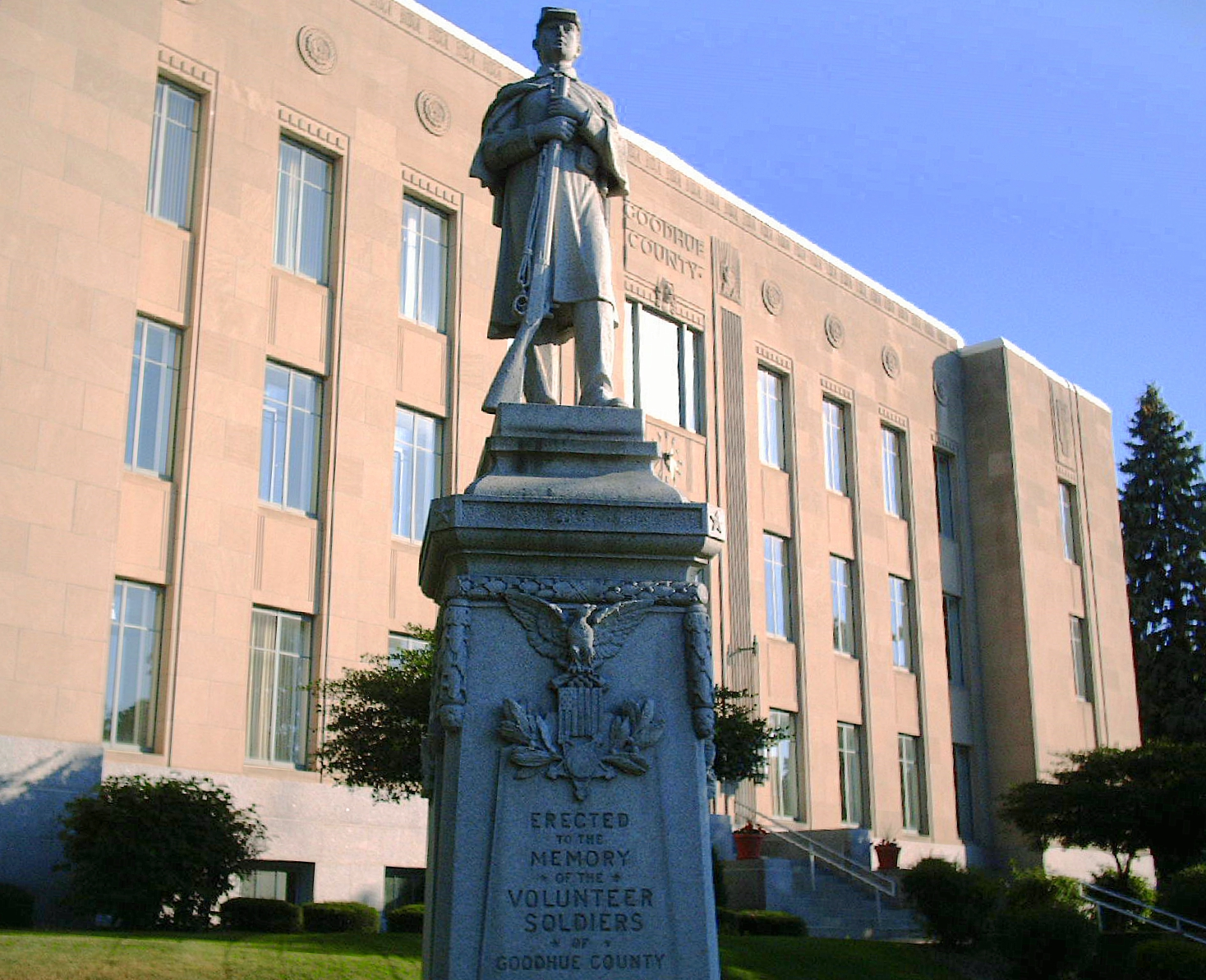
Juzgado del condado de Goodhue en Red Wing.

Según la Oficina del Censo, el condado tiene un área total de 2.021 km² (780 sq mi), de la cual 1.964 km² (758 sq mi) es tierra y 57 km² (22 sq mi) (2,84%) es agua.

### Condados adyacentes
- Condado de Pierce, Wisconsin (noreste)
- Condado de Pepin, Wisconsin (noreste)
- Condado de Wabasha (este y sureste)
- Condado de Olmsted (sureste)
- Condado de Dodge (suroeste)
- Condado de Rice (oeste)
- Condado de Dakota (noroeste)

## Autopistas importantes
- U.S. Route 52
- U.S. Route 61
- Ruta Estatal de Minnesota 19
- Ruta Estatal de Minnesota 20
- Ruta Estatal de Minnesota 56
- Ruta Estatal de Minnesota 57
- Ruta Estatal de Minnesota 58
- Ruta Estatal de Minnesota 60
- Ruta Estatal de Minnesota 246
- Ruta Estatal de Minnesota 292
- Ruta Estatal de Minnesota 316

## Demografía
En el  censo de 2000, hubo 44.127 personas, 16.983 hogares y 11.905 familias residiendo en el condado. La densidad poblacional era de 58 personas por milla cuadrada (22/km²). En el 2000 había 17.879 unidades habitacionales en una densidad de 24 por milla cuadrada (9/km²). La demografía del condado era de 96,57% blancos, 0,63% afroamericanos, 0,98% amerindios, 0,57% asiáticos, 0,03% isleños del Pacífico, 0,53% de otras razas y 0,69% de dos o más razas. 1,07% de la población era de origen hispano o latino de cualquier raza. 
La renta promedio para un hogar del condado era de $46.972 y el ingreso promedio para una familia era de $55.689. En 2000 los hombres tenían un ingreso medio de $36.282 versus $25.442 para las mujeres. La renta per cápita para el condado era de $21.934 y el 5,70% de la población estaba bajo el umbral de pobreza nacional.

## Ciudades y pueblos
| - Bellechester - Cannon Falls - Dennison | - Eggleston - Frontenac - Goodhue | - Hader - Kenyon - Lake City | - Pine Island - Red Wing - Ryan | - Stanton - Wanamingo | - White Rock - Zumbrota |

### Municipios
| - Municipio de Belle Creek - Municipio de Belvidere - Municipio de Cannon Falls - Municipio de Cherry Grove - Municipio de Featherstone - Municipio de Florence - Municipio de Goodhue - Municipio de Hay Creek - Municipio de Holden - Municipio de Kenyon | - Municipio de Leon - Municipio de Minneola - Municipio de Pine Island - Municipio de Roscoe - Municipio de Stanton - Municipio de Vasa - Municipio de Wacouta - Municipio de Wanamingo - Municipio de Welch - Municipio de Zumbrota |